# Rathaus Chilly-Mazarin

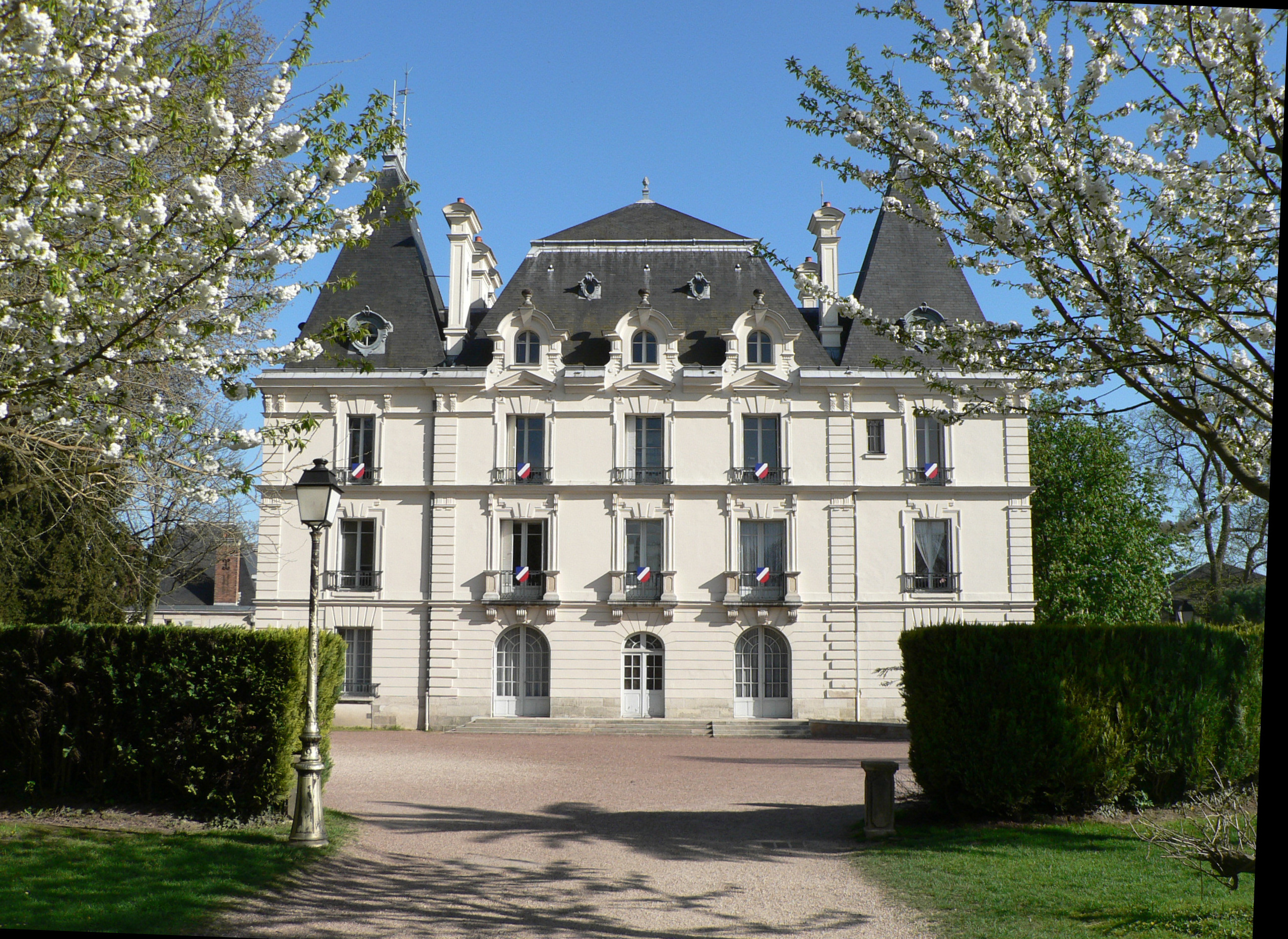
Rathaus in Chilly-Mazarin

Das Rathaus (französisch Mairie) in Chilly-Mazarin, einer französischen Gemeinde im Département Essonne in der Region Île-de-France, wurde um 1825 errichtet. Das Rathaus an der Place du 8-Mai-1945 ist als Monument historique klassifiziert.
Das dreigeschossige Wohnhaus wurde an der Stelle des nach 1800 abgerissenen Schlosses errichtet. Es wird umgeben vom Schlosspark und den erhaltenen Nebengebäuden. Seit 1971 befindet sich im Gebäude das Rathaus von Chilly-Mazarin.